# Notharctinae
Notharctinae — вимерла підродина приматів, яка була поширена в Північній Америці в ранньому та середньому еоцені (55–34 мільйони років тому). Шість родів, які складають групу (Cantius, Pelycodus, Copelemur, Hesperolemur, Notharctus, Smilodectes), містять види, які є одними з найпримітивніших у групі адапіформних, яка є однією з найпримітивніших груп приматів. Еволюційна історія цієї підродини була порівняно добре задокументована і використовувалася для аргументації еволюційної поступовості. Хоча загальновизнано, що адапіформи дали початок сучасним лемурам і лорі, наразі невідомо, з якою гілкою адапіформів ці живі види найбільш тісно пов'язані. Нотарктини вимерли в середньому еоцені, швидше за все, через комбінацію факторів, включаючи кліматичні зміни та конкуренцію з іншими приматами Північної Америки.

## Опис
Загалом нотарктини зберігають дуже примітивну морфологію приматів. У них довгі широкі морди, зубна формула 2.1.4.3, слізна кістка всередині очниці та, за винятком нотарктуса, незрощена нижня щелепа. Усі вони мають малі орбіти, що вказує на денний спосіб життя, і є деякі докази зниження нюху на користь зору. Однією з діагностичних ознак цієї підродини є те, що пізніші види придбали гіпоконус, або додатковий горбок на верхніх молярах. Багато пізніших видів демонструють зростаючу адаптацію до листоїдства, включаючи збільшення розміру тіла, втрату параконідів і зрощення нижньої щелепи. Hesperolemur є унікальним серед нотарктин тим, що барабанне кільце частково зрощене зі слуховою буллою.
Посткраніальні залишки Notharctus пов'язують нотарктину з пересуванням живих лемурів. Є також докази статевого диморфізму іклів у Notharctus, що може вказувати на наявність соціальних груп.

## Еволюційна історія
Найпершою широко прийнятою адапіформою була європейська Donrussellia, хоча недавні знахідки інших видів незабаром можуть показати протилежне. Donrussellia тісно пов'язана з більш раннім і більш примітивним європейським нотарктинним видом Cantius. Переживши Атлантичний океан, більш розвинені види Cantius поступово стали більшими та розвинули більші мезостилі та гіпоконуси, що відбувається разом із переходом від переважно плодоїдної дієти до листоїдної.